# Ускоки
Ускоки — біженці з числа південних слов'ян, що перейшли (досл. ускакали) з Османської імперії на територію Австрії і Венеційської республіки.
Ускоки прославилися партизанськими діями проти османів в прикордонних районах, а також піратством на Адріатиці. За характером рух ускоків близький до гайдуків і морських клефтів.
Найвідоміші ускоки: сеньські ускоки — Сенянин Іво, Сенянин Юриша і Сенянин Тадія; ускоки Венеційського примор'я і Клиса — Байо Півлянин. Крім того, в Чорногорії в області Горна-Морача було особливе плем'я ускоків, частина племен дробняків і морачів.